# Alienação parental
A alienação parental, nome dado por  Richard A. Gardner  para um suposto processo de manipulação psicológica de uma criança onde um de seus pais induz seu filho a sentir medo, desrespeito ou hostilidade injustificados em relação a outros membros da família, que leva à Síndrome de Alienação Parental.
Trata-se de uma forma distinta e generalizada de abuso psicológico e violência familiar - tanto para a criança quanto para os familiares rejeitados - que ocorre quase exclusivamente em associação com a separação ou o divórcio (especialmente quando há ações legais)[3] e que prejudicaria um dos genitores e a criança. Mais comumente, a causa principal é um dos pais que deseja excluir o outro da vida de seu filho, mas outros membros da família ou amigos, bem como profissionais envolvidos com a família (incluindo psicólogos, advogados e juízes) podem contribuir no processo. A hipótese considera que isso levaria muitas vezes ao distanciamento a longo prazo, ou mesmo permanente, de uma criança de um dos pais e outros membros da família e, como uma experiência particularmente adversa na infância, resulta em riscos significativamente aumentados de doenças mentais e físicas para as crianças.

## Aceitação profissional
A hipótese da Alienação Parental ou da Síndrome da Alienação Parental tem sido questionada pela comunidade acadêmica com o argumento que não contém estudos confiáveis e simplifica questões mais complexas de relação familiar. Cientistas desenvolveram alguns trabalhos nos últimos 30 anos expondo Alienação Parental como pseudociência. No artigo "Alienação Parental 30 anos e continua sendo ciência lixo" assinado por Rebeca M. Thomas e James T. Richardson, eles consideram que a Síndrome da Alienação Parental provocada pela Alienação Parental não tem sustentação científica.

## Legislação

### Brasil
No Brasil a alienação parental é descrita na Lei 12.318, instituída em 2010. Acusada de favorecer pais abusadores na guarda dos filhos, a lei foi objeto de muitos questionamentos. Em 2022 a ONU que desaprova o uso de Síndrome da Alienação Parental como doença e o uso do termo da Alienação Parental enviou uma carta para o Brasil para pedir esclarecimentos sobre a lei. Em 2023, foi proposto sua revogação através do PL 1.372/2023, de autoria do senador Magno Malta.